# Pneumònia vírica
La pneumònia vírica és una pneumònia causada per un virus. Els virus són la causa més habitual de pneumònia en els infants, mentre que en adults n'és la segona causa més comuna després de la pneumònia bacteriana. Causes menys comunes de pneumònia són els fongs i els paràsits.

## Simptomatiologia
Els símptomes de la pneumònia vírica inclouen febre, tos no productiva, rinorrea i símptomes sistèmics (com ara miàlgia o mal de cap). Diferents virus poden causar deferents símptomes.

## Fisiopatologia
Els virus envaixen cèl·lules per tal de reproduir-se. Típicament, el viró arriba als pulmons quan un aerosol transmès per l'aire és inhalat per la boca o el nas. Una vegada a l'interior dels pulmons, el virus infecta les cèl·lules que cobreixen les vies respiratòries i els alvèols. Aquesta invasió segresta la maquinària cel·lular que és emprada per a produir proteïnes virals i així crear nous virons. Això sol conduir a la mort cel·lular, ja sigui perquè el virus destrueix directament les cèl·lules, o bé per mitjà de l'activació dels mecanismes d'apoptosi cel·lulars (forma d'autodestrucció cel·lular programada).
La resposta del sistema immunitari a la infecció vírica produeix encara més danys als pulmons destruint les cèl·lules epitelials, i amb elles, la capa protectora d'aquests. Els glòbuls blancs, principalment limfòcits, activen determinades citocines químiques que permeten que el fluid penetri als alvèols (on s'esdevé la respiració). Aquesta combinació de destrucció de cèl·lules i d'entrada de fluid als alvèols interromp el transport normal d'oxigen al flux sanguini, i permet que els alvèols siguin infectats per bacteris que normalment no suposarien cap problema.
A més de danyar els pulmons, molts virus afecten altres òrgans, afectant així moltes funcions corporals. Els virus també poden fer el cos més vulnerable a infeccions bacterianes; per això, la pneumònia bacteriana sol ser una complicació de la pneumònia vírica.

## Etiologia
Els virus que causen pneumònia habitualment inclouen:
- Influenzavirus A i B[1]
- Virus sincicial respiratori (VSRH)[1]
- Virus de la parainfluença humà (en infants)[1]
- Virus de la COVID-19 (SARS-CoV-2)[2]

Els virus que menys freqüentment resulten en pneumònia inclouen:
- Adenovirus (en reclutes militar)[1]
- Metapneumovirus
- Virus de la síndrome respiratòria aguda greu (SARS-CoV)[3]
- Virus de la Síndrome respiratòria de l'Orient Mitjà (MERS coronavirus)
- Hantavirus[4]

Els virus que causen principalment altres malalties però que a vegades causen pneumònia inclouen::
- Virus de l'herpes simple (VHS), principalment en els nounats
- Virus de la varicel·la zòster (VVZ)
- Virus del xarampió
- Virus de la rubèola (Rubivirus)
- Citomegalovirus (CMV), principalment en pacients immunocompromesos
- Virus de la verola (Variola virus)
- Virus del dengue (Virus dengue)

## Prevenció
La millor prevenció contra la pneumònia viral és la vacunació (en cas que existeixi). Existeix el vaccí contra la grip, adenovirus, la varicel·la, l'herpes zòster, el xarampió i la rubèola.
Actualment existeixen diversos vaccins contra la COVID-19 (causada pel virus SARS-CoV-2). Diversos projectes en curs han aconseguit comercialitzar el vaccí. Uns altres encara no han finalitzat.

## Tractament
En casos de pneumònia vírica en què es creu que un influenzavirus A o B és l'agent causant, els pacients que són observats en les 48 hores següents al començament dels símptomes poden beneficiar-se amb un tractament d'oseltamivir o zanamivir. El virus respiratori sincicial (VRS) es pot tractar amb ribavirina. Les infeccions per virus de l'herpes simple i el virus de la varicel·la zòster se solen tractar amb aciclovir, mentre que s'utilitza ganciclovir per tractar les infeccions per citomegalovirus. No es coneix cap tractament eficaç per la pneumònia causada pels SARS-CoV, adenovirus, hantavirus, el virus de la parainfluença, el virus H1N1 o el SARS-CoV-2; el tractament és majoritàriament de suport.

## Epidemiologia
La pneumònia viral afecta aproximadament 200 milions de persones anualment, entre els quals hi ha prop de 100 milions d'infants i 100 milions d'adults.